# Gerra radicalis
Gerra radicalis là một loài bướm đêm trong họ Noctuidae.